# 竹澤嘉明
竹澤 嘉明（たけざわ よしあき、1943年 - ）は、日本の声楽家（バリトン）、オペラ歌手、音楽教育者、オペラ演出家。新字体の竹沢嘉明という表記が多く見られる。

## 経歴
東京芸術大学卒業、同大学院修了。伊藤亘行、柴田睦陸に師事。
オペラデビューは1969年（昭和44年）藝大オペラ ロッシーニ『セヴィリアの理髪師』バジリオ。初出の記録は同年12月15日、16日、17日の東京室内歌劇場 中世典礼劇『ダニエル物語』ハバクックである。1975年（昭和50年）東京室内歌劇場 プーランク『ティレジアスの乳房』亭主でウィンナーワルド・オペラ賞を受賞。1976年 - 1977年（昭和51年 - 52年）ウイーン留学。1979年（昭和54年）には劇団四季のミュージカル『リトルナイト＝ミュージック』にも出演。1980年（昭和55年）創作オペラ協会 田中均『虎月傳』詩人でウィンナーワルド・オペラ賞を二度目の受賞。二期会や東京室内歌劇場を中心にきわめて多数のオペラに出演し、昭和音楽大学オペラ情報センターの記録だけでも133回を数える（竹澤嘉明14回、竹沢嘉明119回）。特に室内歌劇および坂東玉三郎の歌舞伎との共演など日本の創作歌劇の振興への貢献が著しい。また、1990年（平成2年）東京室内歌劇場 ペルゴレージ『奥様女中』において畑中良輔とともにプロのオペラ団体として初めて本格的にハイブリッドオーケストラ（ヤマハ製電子楽器）を取り入れる取り組みも行っている。2003年（平成15年）入野義朗『曾根崎心中』語り役でサンクトペテルブルク建都300周年記念メダル授与。2009年（平成21年）には『虎月傳』の欧州公演。2019年（令和元年）11月4日においても信州なかの音楽祭2019において作曲：中山晋平 構成：岩河智子 オペラ『中山晋平物語－カチューシャの唄』島村抱月役に出演するなど、現役で活躍中である。
オペラだけではなく、古典から現代までのあらゆる「日本歌曲」の演奏に意欲的に取り組んでおり、2006年（平成18年）10月20日は銀座王子ホールで「中嶋恒雄・啓子 日本歌曲の世界」に出演。同年10月26日も銀座王子ホールで「銀座ぶらっとコンサート＃13あの頃の歌」に出演。2009年（平成21年）9月13日には東京杉並の葉月ホールでソロコンサート。2010年（平成22年）12月23日には水戸芸術館のクリスマス・プレゼント・コンサート（企画・構成・司会：畑中良輔）で関定子、青山恵子、平良栄一とともに円熟の歌声を聴かせた。2011年（平成23年）9月22日には銀座王子ホール、同年11月17日には福島テルサFTホールにて「－東日本大震災復興祈念チャリティコンサート－ 竹澤嘉明バリトンリサイタル －日本歌曲の夕べー」を開催。2012年（平成24年）2月20日は音楽の友ホールでシリーズ「日本歌曲と音の魔術師たち」猪本隆1に出演。同年4月1日は会津若松市で「たんぽぽコンサート 福島県が誇る日本歌曲 オペラ歌手 竹澤嘉明 と共に」が開催される。2013年（平成25年）2月12日は紀尾井ホールで「畑中良輔の愛した『日本歌曲の世界』」に出演。同年11月11日には東京オペラシティリサイタルホールでの「現代日本の作曲家の作品コレクション2013アンデパンダン展 第2夜」において林文夫／海－佐藤春夫詩集より『海の若者』『伊都満譚詩』を初演。2014年（平成26年）9月24日には「第47回『新しい日本の歌』新作発表演奏会《芸術歌曲の夕べ》」に出演。2015年（平成27年）4月16日には音楽の友ホールにて「音楽工房シリーズ 日本歌曲に求める無限の楽しみ－様々に挑戦する歌手たち 第11回《似たもの同志・名曲探訪Ⅴ『ユーモア』－楽しい番外編として》」に出演。同年8月13日には会津若松市の「原発と人間」市民フォーラム3で「童謡・唱歌再発見」を担当。2016年（平成28年）3月18日には渋谷ムジカーザにて「林光 追悼の賦 バリトン竹澤嘉明＆ドラマチックソプラノ小川紀子ジョイントコンサート」に出演。同年9月28日には東京文化会館小ホールで詩と音楽の会（ACA）主催第49回「新しい日本の歌」新作発表演奏会。2019年（令和元年）8月3日トーキョーコンサーツ・ラボにおいて第10回若竹の会コンサートに出演するなど、精力的に活動を続けている。
コンサートにおいても、1981年（昭和56年）3月18日に山形交響楽団と小山清茂の音楽劇『楢山節考』（指揮：村川千秋）で共演。1999年（平成11年）1月25日には東京オペラシティコンサートホールで成田山開基1060年記念コンサート『近未来潮』で指揮：間宮芳生 ソプラノ：平松英子、東京混声合唱団、東京フィルハーモニー交響楽団などと共演。2010年9月23日にみやぎコーラルハーモニー第5回定期演奏会でヘンデル『メサイア』のソリストを務めている。
2014年（平成26年）12年7日の福島オペラ協会 モーツァルト『魔笛』、2017年（平成29年）2月4日の福島オペラ協会15周年記念・震災復興祈念 プッチーニ『蝶々夫人』、同年9月23日の福島市制施行110周年記念事業 原嘉壽子オペラ『乙和の椿』においては演出を務めている。
音楽教育者としては、福島大学教授などで後進の指導にあたっている。門下生に高橋裕之、愛甲久美、小倉麻矢、窪田有起、佐藤一成、大和千賀子、今泉翔仁、小倉麻矢、水谷直子、戸田泉、熊田桂子、などがいる。アマチュアとも関わりがあり、1972年（昭和47年）から1986年（昭和61年）まで青山学院大学グリーンハーモニー合唱団のヴォイストレーナーを務めた。2020年（令和2年）現在も福島大学名誉教授として非常勤で『現代声楽演奏特論演習』と『オペラ特論演習』を担当している。また、1996年（平成8年）、1998年（平成10年）、2004年（平成16年）には榛名梅の里音楽祭＆「日本の歌」スプリングセミナー（群馬県榛名町（現：高崎市））講師。2011年度（平成23年度）には筑波大学の教員免許状更新講習において「日本歌曲の本質を生かした授業づくり」を担当。2017年（平成29年）12月4日には独立行政法人教職員支援機構での中堅教員研修で「教育と芸術」の講義を行うなど、数多くのセミナーで指導にあたっている。2020年（令和2年）現在も文学座附属演劇研究所において音楽の講師を担当している。

## 受賞歴

### 本人受賞
- 1975年度（昭和50年度）第3回ウィンナーワルド・オペラ賞（のちのジロー・オペラ賞）
- 1980年度（昭和55年度）第8回ウィンナーワルド・オペラ賞
- サンクトペテルブルク建都300周年記念メダル授与[6]

### 関連受賞
- 1971年（昭和46年）“ザルツブルク・テレビ・オペラ”優秀賞 作：今村昌平 作曲：池辺晋一郎オペラ『死神』[53]
- 1980年度（昭和55年度）第12回サントリー音楽賞 妹尾河童（舞台美術）オペラ『虎月傅』[54]

## 社会・楽界活動
- 東京室内歌劇場運営委員長として新国立劇場共催公演[5]、日韓共同制作公演を企画・制作[6]
- 日伊（スポレート）共同制作公演を企画・制作[6]
- JAPAN2001英国公演等室内オペラを企画・制作[6]
- 奏楽堂日本歌曲コンクール審査員[6] 2020年（令和2年）は審査委員会委員長[55]
- 第18回日本歌曲コンクール審査員[56]
- ハーモニーホールふくい新人演奏会オーディション審査員（2002年度（平成13年度）第25回、2004年度（平成15年度）第27回、2005年度（平成16年度）第28回）[57]
- 福島県声楽アンサンブルコンテスト審査員（1994年（平成6年）第10回）
- 若竹の会コンサート 指導・監修[58]
- 二期会会員[59]
- 日本演奏連盟会員[60]

## ディスコグラフィー
- CD2枚組 猪本隆作品による語り歌曲の世界 ALM RECORDS 1994
- CD 沙羅－日本の名歌曲 バリトン：竹澤嘉明 ピアノ：塚田佳男 音楽之友社 1997
- CD2枚組 猪本隆メモリアル・コンサート ソプラノ：釜洞祐子 メゾソプラノ：青山恵子 バリトン：竹澤嘉明 ピアノ：塚田佳男 ALM RECORDS 2002
- CD 悲歌 ソプラノ：三縄みどり メゾソプラノ：青山恵子 バリトン：竹澤嘉明 音楽之友社
- CD2枚組 第43回新しい日本の歌 オムニバス
- CD 間宮芳生 作品集－現代日本の作曲家シリーズ10 オムニバス
- CD2枚組 團伊玖磨『ひかりごけ』指揮：現田茂夫 神奈川フィルハーモニー管弦楽団 木村俊光 吉田伸昭 山口俊彦 竹沢嘉明 工藤博 近藤政伸 二期会合唱団
- LP2枚組 ポピュラー音楽全集－世界の民謡

## 放送出演
NHKクロニクルによる。
- 1971年7月25日 NHKアナログ教育テレビ 芸術劇場 池辺晋一郎オペラ『死神』医師（鬼虎組） 指揮：若杉弘 NHK交響楽団
- 1971年8月29日 NHKアナログ教育テレビ 池辺晋一郎オペラ『死神』（再放送） －“ザルツブルク・テレビ・オペラ”優秀賞受賞－
- 1972年7月1日 NHKアナログ総合テレビ 喜歌劇『ミカド』ピシュ・タッシュ 詞：ウィリアム・S・ギルバート 作曲：アーサー・サリヴァン －東京文化会館で録画－
- 1981年6月20日 NHKアナログ教育テレビ テレビコンサート「日本の歌曲」 －山田耕筰・橋本国彦の作品から－ 團伊玖磨、中沢桂、竹沢嘉明、山之内滋美
- 1981年6月20日 NHKアナログ教育テレビ テレビコンサート「日本の歌曲」 －山田耕筰・橋本国彦の作品から－（再放送）
- 1981年11月13日 NHKアナログ総合テレビ 音楽の広場 －モーツァルト殺人事件！シャーロックホームズの推理は？－ 『アイネ・クライネ・ナハトムジーク第１楽章』モーツァルト作曲 黒柳徹子、芥川也寸志、ケーシー高峰、野辺地篤郎、小林一男、竹沢嘉明、金井紀子、青山学院大学グリーンハーモニー合唱団、東京フィルハーモニー交響楽団
- 1982年11月23日 NHKアナログ教育テレビ テレビオペラ『山のちから』五助 －音と映像によるファンタジー－ 原作：福永武彦 作曲：柴田南雄 指揮：尾高忠明 東京フィルハーモニー交響楽団
- 1991年1月3日 NHKアナログ教育テレビ NHKニューイヤーオペラコンサート
- 1993年7月4日 NHKアナログ教育テレビ 芸術劇場 オペラ『千の記憶の物語』作曲：三枝成彰 演出：相米慎二 指揮：森本恭正 東京メモリアルオーケストラ －東京・オーチャードホールで録画－
- 1994年1月2日 NHKラジオ第2 新しい日本の歌（2） 浦野りせ子、小島好弘、竹沢嘉明、斎藤陽子、三国彰子、浅水順一、沼田宏行、青山恵子
- 1994年1月3日 NHKラジオ第2 新しい日本の歌（3） 青山恵子、小島好弘、竹沢嘉明、中村邦子、沼田宏行、中村好江、三国彰子
- 1999年11月28日 NHK-FM 現代の音楽 白石美雪 －アジア現代室内楽の夕べ－ チュー・シャオソン作曲『声と楽器のための＂モン・ドン＂』竹沢嘉明、アンサンブル東風 ほか 中川昌巳、伊藤博、白尾偕子、川上徹 －東京オペラシティ・コンサートホールで収録－
- 2001年10月23日 NHK-FM 弾き語りフォーユー 小原孝、山田綾子、青山恵子、竹澤嘉明
- 2001年10月24日 NHK-FM 弾き語りフォーユー（再放送）
- 2003年1月3日 NHK-FM 新しい日本の歌
- 2007年10月15日 NHK-FM 弾き語りフォーユー 『赤とんぼ』作詞：吉松奈保子 作曲：猪本隆 竹澤嘉明
- 2007年10月16日 NHK-FM 弾き語りフォーユー（再放送）
- 2007年11月29日 NHK-FM 弾き語りフォーユー 『ふるさとの』作詞：三木露風 作曲：石桁真礼生 竹澤嘉明
- 2007年11月29日 NHK-FM 弾き語りフォーユー（再放送）
- 2008年2月11日 NHK-FM 新しい日本の歌 －芸術歌曲と女声合唱の夕べ－ 平井丈一朗、坪郷佳英子 『白神の遠（をち）に』作曲：杉浦正嘉 竹澤嘉明
- 2009年2月11日 NHK-FM 新しい日本の歌 －芸術歌曲の夕べ－ 平井丈一朗、坪郷佳英子 『空の入り口』作詞：島田陽子 作曲：藤元薫子 バリトン：竹澤嘉明 ピアノ：三國彰子
- 2010年2月11日 NHK-FM 新しい日本の歌 平井丈一朗、坪郷佳英子 『蒼い空から』作詞：廣木明美 作曲：具志堅清一 バリトン：竹澤嘉明 ピアノ：沼田宏行
- 2011年2月11日 NHK-FM 新しい日本の歌 平井丈一朗、坪郷佳英子 『愛のかたち』作詞：後藤れい子 作曲：竹内とし恵 バリトン：竹澤嘉明 ピアノ：三國彰子
- 2011年3月25日 NHK-FM 新しい日本の歌 平井丈一朗、坪郷佳英子（再放送）

## 掲載記事
- 音楽の友 38(12)(音楽之友社 1980-12)＜提言座談会＞四人の歌手、日本のオペラ界の“今”を語る / 東敦子、本宮寛子、高橋大海、竹沢嘉明[62]
- 音楽現代 25(8)(292)(芸術現代社 1995-08) 連載 エレクトーンをめぐる現状と21世紀への展望（上）エレクトーンの可能性とその未来 / 海老澤敏、竹沢嘉明、中川俊郎[62]
- 音楽現代 25(9)(293)(芸術現代社 1995-09) 連載 エレクトーンをめぐる現状と21世紀への展望（下）エレクトーンの可能性とその未来 / 海老澤敏、竹沢嘉明、中川俊郎[62]